# 32 Andromedae
32 Andromedae este o stea din constelația Andromeda.